# Autó

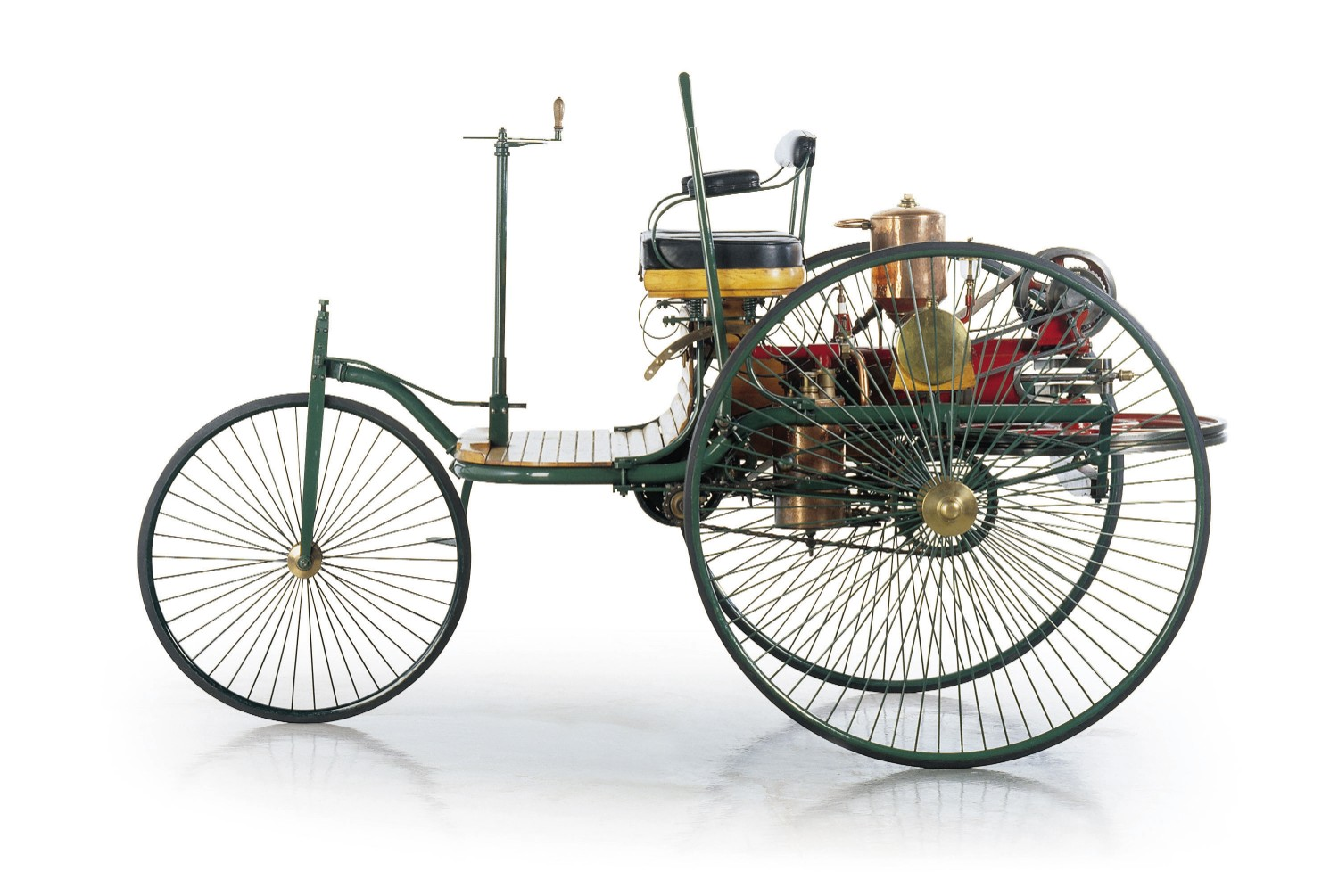
Benz Patent No. 1., az első autó 1886-ból

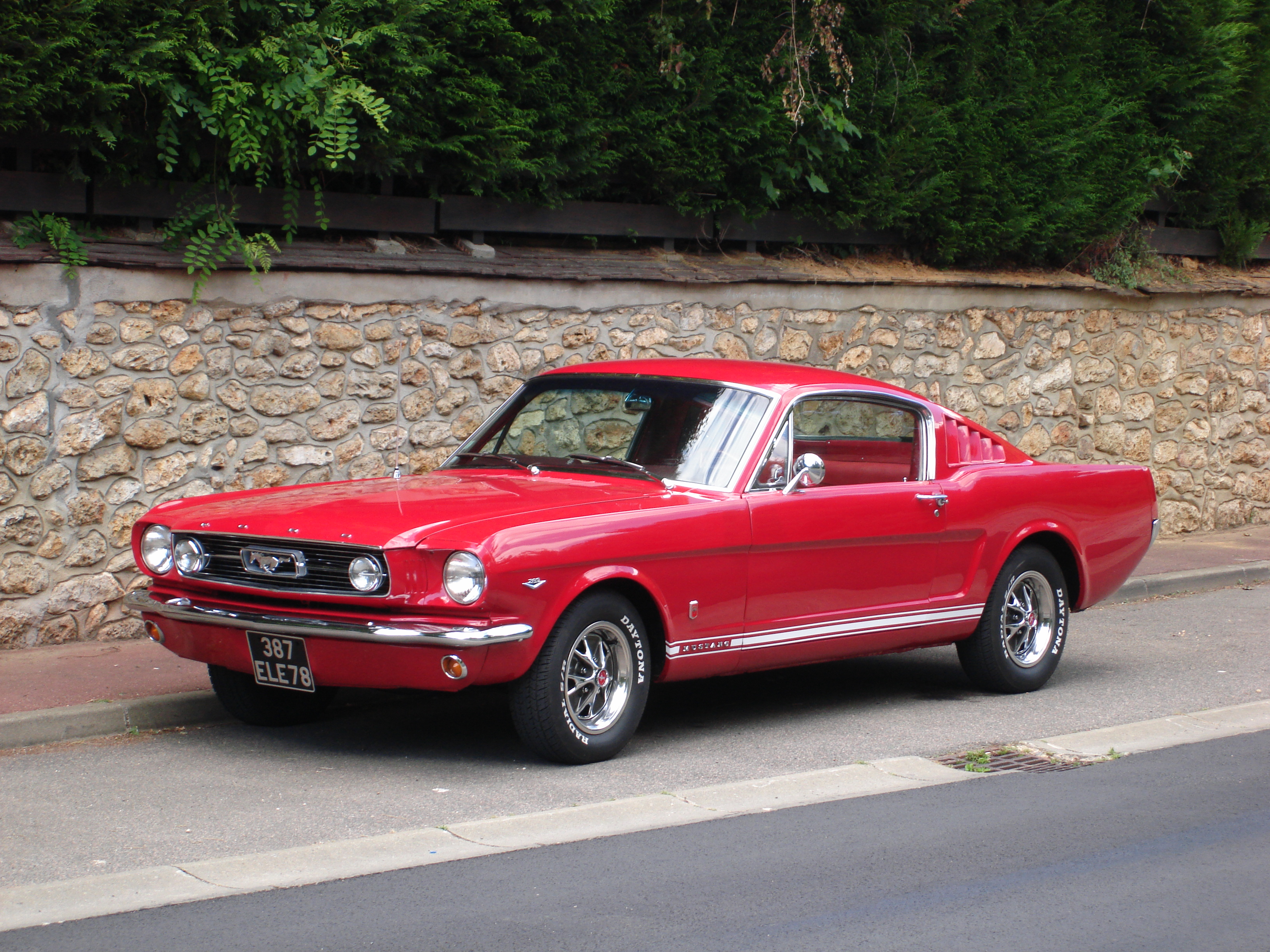
Ford Mustang

Az autó (elnevezése az automobile rövidítése, a görög auto-: ön- előtagból és a latin mobilis: mozgó, mozgatható szóból származik) olyan földön közlekedő, kerekeken guruló, emberek közlekedésére alkalmas jármű, amely saját hajtóművel önerőből képes mozogni, nem egy másik jármű, ember vagy állat mozgatja.
Hétköznapi jelentésében az autó a gépkocsi, egy kerekeken guruló, saját motorja által hajtott gépjármű. A legtöbb meghatározás olyan szabályszerűségekkel írja le, mint amit elsősorban aszfaltútra terveztek, 1–8 utast szállíthat, jellemzően négy kerékkel rendelkezik, és felépítése a személyszállításra inkább alkalmassá teszi, mint áruszállításra. Mindazonáltal a leírások pontossága nem tökéletes az eltérő feladatokra létrehozott, számos különböző gépkocsitípus miatt.
Az autó viszonylag gyorsan kilépett az egyszerű szárazföldi jármű szerepköréből (szállítás, utazás), amit csak közlekedésre használnak, és jelentős kulturális, valamint emocionális értékkel rendelkező, életmódot befolyásoló státuszszimbólummá emelkedett, kiváltképp az átlagosnál igényesebb vagy gyorsabb változatai. Hamar megjelent a motorsportban is, a feltalálását követő pár évtizeden belül már autóversenyeket is rendeztek.
Az autózás elterjedése maga után vonta a jobb minőségű úthálózatok kiépítését is, amelyek általánosságban növelték az utazás komfortját, és csökkentették annak idejét.

## Az első gépi hajtású járművek

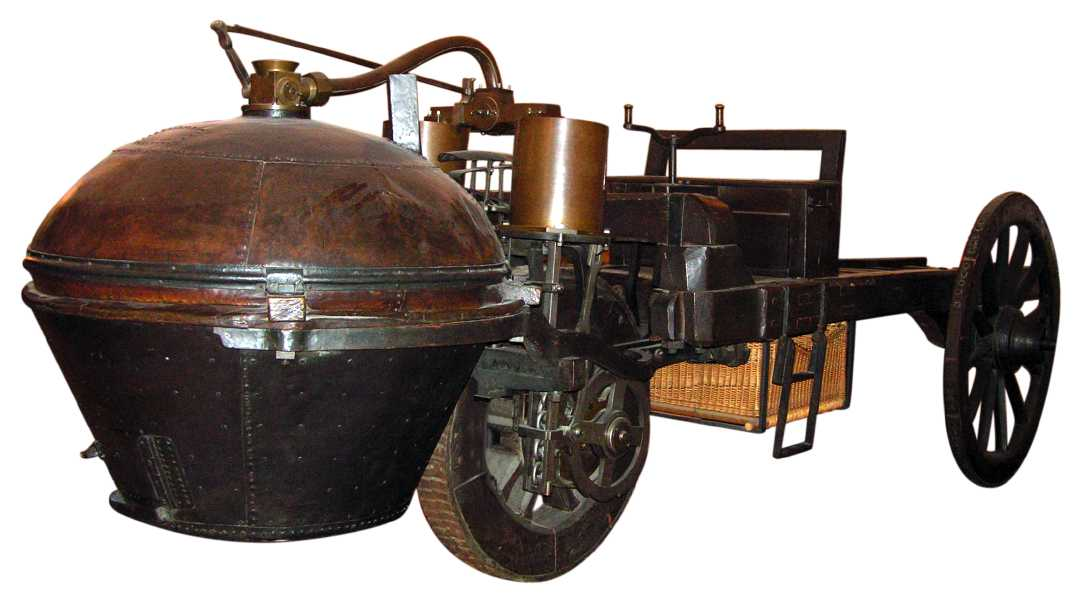
A Cugnot-féle gőzautó (1771)

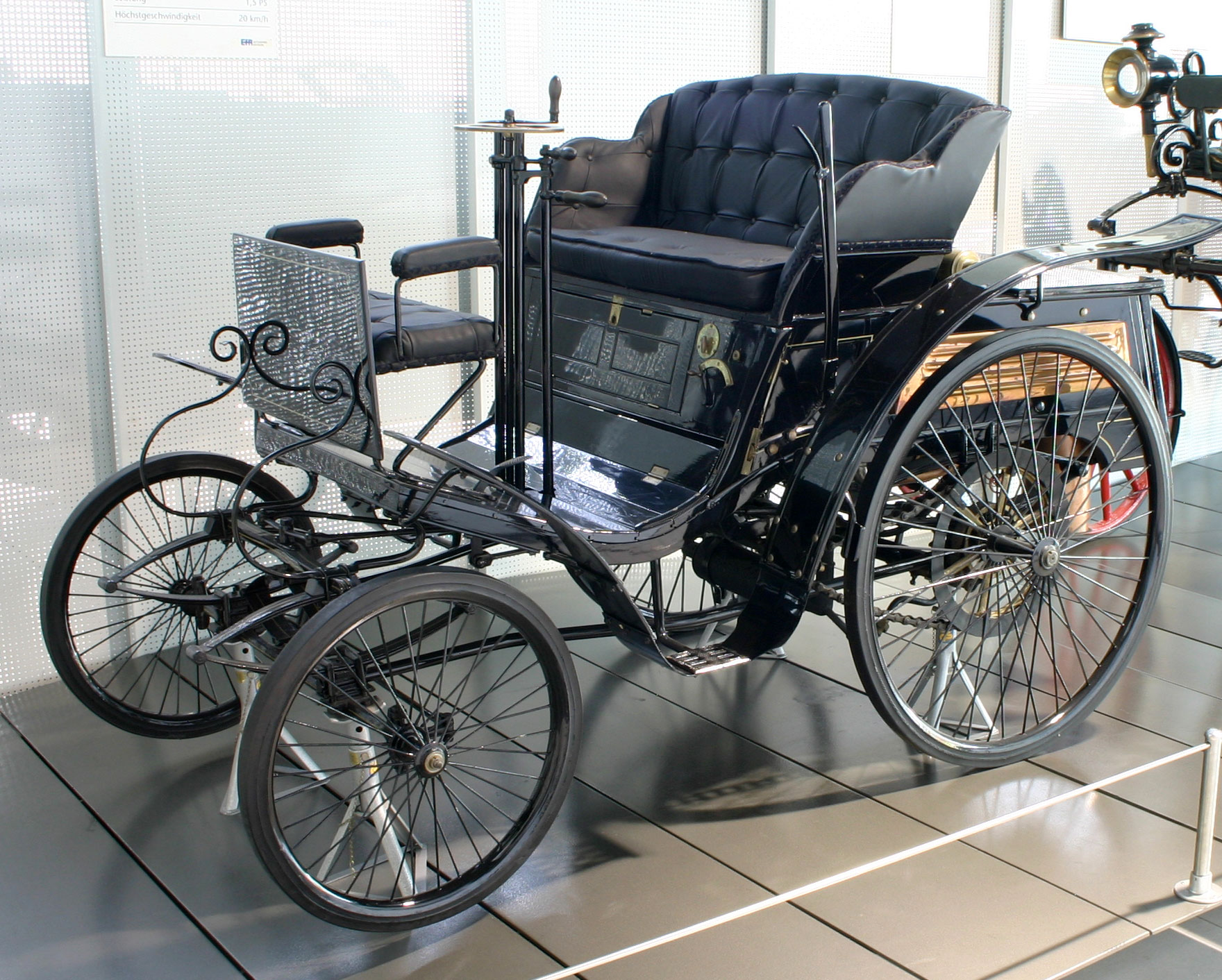
Karl Benz „Velo” modellje (1894) – vele kezdődött az első autóverseny

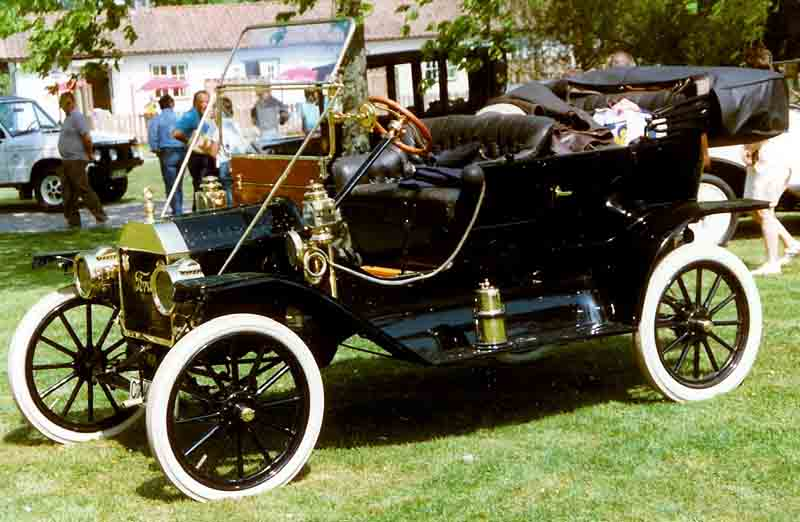
Ford T-modell (1911)

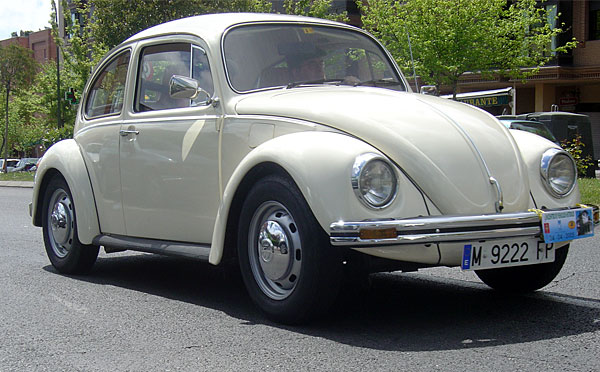
Volkswagen Bogár (1974)

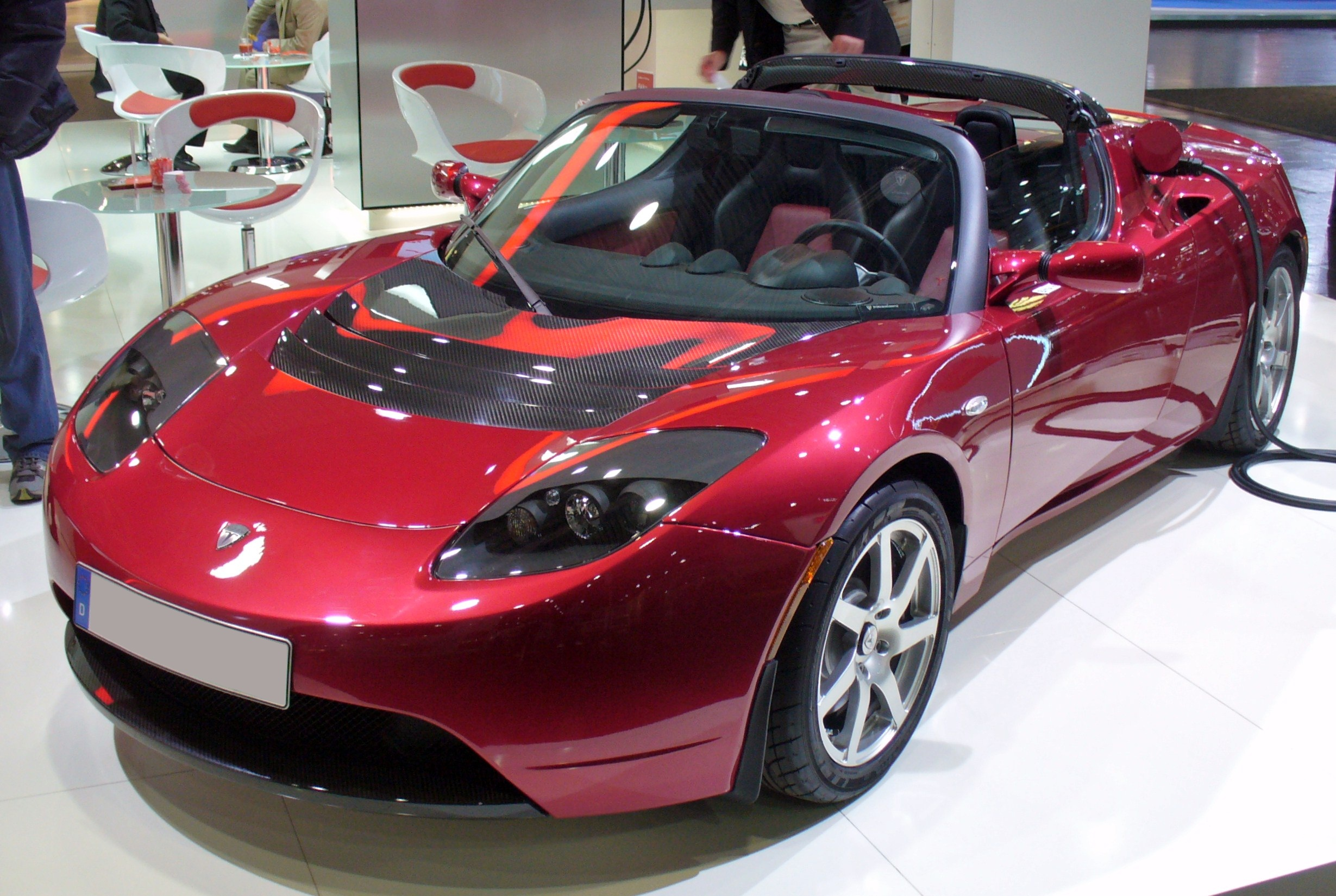
A Tesla Roadster elektromos autó, végsebessége 201 km/h. Megtehető út: 501 km, teljesítmény: 288 Le, hatásfok: 92%. (2010)

A legkorábbi automobil, amelyről feljegyzés maradt fenn, egy 65 cm hosszú, gőzerővel hajtott modell volt, amelyet egy kínai jezsuita misszió egyik tagja, a flamand születésű Ferdinand Verbiest épített 1672 körül. Ez a modell azonban nem volt képes sem vezetőt, sem utast szállítani. Valószínűleg vagy a Giovanni Branca által leírt gőzturbina inspirálta, melyet Branca 1629-ben írt La Macchinájában szerepelt, vagy a sokkal korábbi, korai Csou-dinasztia korából (Kr. e. 800) fennmaradt "tűzszekér", vagy Nan Huau-Dzsen leírása.
Teljes méretben elsőként egy francia mérnöknek, Nicolas-Joseph Cugnot-nak sikerült gőzhajtású járművet készítenie. Mivel ő tüzérségi katonatisztként szolgált, azt kellett megoldania, hogy a nehéz ágyúkat gyorsabban lehessen szállítani. Ehhez alapként kemény fából hatalmas, háromkerekű szerkezetet épített. Az első kerék elé óriási gőzüstöt helyezett fel, a gőz nyomása pedig dugattyúkon keresztül meghajtotta a járművet. Azonban az üstöt hevítő tüzet folyamatosan táplálni kellett, ezért működés közben egy fűtőembernek kellett ott állnia. Amikor Cugnot 1771-ben szerette volna bemutatni új találmányát, az orrnehéz, és emiatt rendkívül nehezen irányítható gőzautó elszabadult, és ledöntött egy falat. Ez volt a történelem első közúti balesete, amelyet gépi hajtású jármű okozott, a baleset után a hadsereg le is tett Cugnot gőzautójáról.
Mivel a belső égésű motor még ismeretlen volt, a gépek világát a gőz uralta. Ám egy idő után hatalmas lökést adtak a mechanizálás és az iparosodás fejlődésének az új, nagy teljesítményű gőzgépek, amelyeket többek között a skót származású James Watt (1736–1819) fejlesztett ki.
A lehetőség, hogy kisebb gőzgépeket alkalmazzanak az utcai közlekedéshez, nem hagyta nyugodni a feltalálókat. Így 1803-ban az angol származású Richard Trevithick (1771–1833) már egy olyan gőzmobilt épített, amelyet Londonban sikerrel használtak személyszállításra. Ez egy háromkerekű, hétszemélyes omnibusz volt. 1830-ban már csaknem száz ilyen gőzzel hajtott jármű közlekedett Angliában, és egy évvel később megnyitották az első gőzbusz-járatot. Bolyai Farkas Marosvásárhelyt ebben az időszakban mutatta be gőzautóját.
A londoniak egyébiránt olyan borzalmasnak tartották ezeket az utcai gőzjárműveket, hogy rövid időn belül bevezették a "vörös zászló törvényét", amely a világ első közúti szabálya volt. Angliában 1865-től 1896-ig volt érvényben, s előírta, hogy a gőzautók előtt ötven méterrel nappal vörös zászlót, éjszaka pedig vörös lámpát kell vinnie az úton lévőknek. Az emberek ezért inkább a biztonságosabb vasúton utaztak.
Gőzmotoros járműveket közúti közlekedésre alkalmaztak Japánban (1904 Torao Yamaha), és Németországban gyártott gőzmotorral működött a magyar BCmot vasúti kocsi. Mai kivitelben a Cyclone Technologies gyártja USA-ban.

## Az első motorok
Amikor a svájci származású Isaac de Rivaz (1752–1829) 1804-ben készített járművével kb. egy métert haladt előre, ezzel egy új technikai korszakot nyitott meg, ugyanis a mai autómotor ősatyját hozta mozgásba. Rivaz a gőz helyett éghető gázokkal kísérletezett. Egy hengerben, amit egy szokványos kézikocsihoz rögzített, meggyújtotta az ott tárolt folyadékot. Az égés erejét egy dugattyún át elvezette, ez hozta mozgásba járművét. 1807. január 30-án Rivaz elnyerte „az éghető gáz vagy más anyagok robbanásának felhasználásából nyert motorerőért” szabadalmat.
Fél évszázaddal később a belga feltaláló, Jean Joseph Lenoir (1822–1900) hosszasan dolgozott Rivaz találmányán, és ennek eredményeként 1860-ban szabadalmaztatta éghető gázzal működő motorját. A magyar királyi ipari és kereskedelmi miniszter 1876-os szabadalmi okirata szerint Wessely György "kocsit talált fel Colonet néven, amely lovak segélye nélkül hajtható".

## Az első négyütemű motor
Elsőként a kölni származású utazó kereskedő, Nikolaus August Otto (1832–1891) jelentkezett egy alacsony fordulatszámú, belső égésű motorral (Otto-motor). Egy korábbi találmányhoz nyúlt vissza, amelyet a francia Alphonse-Eugene Beau de Rochas már 1862-ben leírt: ez az ún. négyütemű elv.

## Időrendi áttekintés
- 1771: Nicolas-Joseph Cugnot gőzhajtású járművet mutat be, ami kudarcnak bizonyul
- 1821: Julius Griffith gőzgéppel hajtott postakocsit készít
- 1862: Beau de Rochas négyütemű gépet fejleszt ki
- 1876: Nikolaus August Otto megépíti az első működő négyütemű motort
- 1886: Gottlieb Daimler és Karl Benz szabadalmaztatja autóját
- 1892: Rudolf Diesel kifejleszti a róla elnevezett motort
- 1894: A Michelin gyár megszerkeszti Dunlop szabadalma alapján az első pneumatikus gumiabroncsot
- 1896: Henry Ford megépíti első autóját
- 1896: Karl Benz megalkotja az első autóbuszt
- 1896: Gottlieb Daimler megépíti az első teherautót
- 1903: Bánki-Csonka féle benzinporlasztó kifejlesztése
- 1905: Csonka János elkészíti az első magyar autót (a porlasztó alkalmazásával)
- 1906: Galamb József, a Ford művek első főmérnökének tervei alapján megszületik a T-Modell
- 1910: Elkészül az első magyar autóbusz Csonka János tervezésével
- 1924: Felix Wankel szabadalmaztatja motorját
- 1924: Adam Opel megvalósítja Európában elsőként a futószalagon történő jármű-összeszerelést
- 1937: Ferdinand Porsche tervezte Volkswagen népautó gyártásának megkezdése
- 1955: Az első Trabant „NDK-népautó” megjelenése
- 1973: A benzinárak emelkedése miatt (olajembargó) megemelkedik az érdeklődés a hibrid autók iránt
- 1990-es évek: Az ózonpajzs vékonyodása következtében a járműfejlesztések a 0% CO2 kibocsátást, a minél kisebb energiafogyasztást célozzák meg

Az autók iránt világszerte megnövekedett fogyasztói igény a tömeggyártásnak kedvezett. A 2000-es években is a legfőbb fejlesztések a kis fogyasztású, illetve középkategóriás autóknál észlelhető. Robbanásszerű mennyiségi és ezzel együtt minőségi fejlődést hozott az ázsiai országok bekapcsolódása az autógyártásba. Ezekben az években már Japáné a vezető szerep az autógyártásban. Az elkövetkezendő években Kína dinamikus fejlődésének köszönhetően még tovább fog növekedni az ázsiai autógyártási potenciál, illetve autók iránti fogyasztói igény.

## Gyártása
Az első benzinmotoros automobilt Karl Friedrich Benz készítette Mannheimban 1886-ban. Tőle függetlenül ugyanekkor Gottlieb Wilhelm Daimler és Wilhelm Maybach feltalálópáros is feltalálja a maga automobilját Cannstattban, nem messze Stuttgarttól. Benzet a technológia újszerűsége érdekelte, ezért egy teljes elektronikát, az üléseket, a motort, a felfüggesztéseket stb.) Az első futószalagon gyártott autó a Ford T-modell volt.en maga szerkesztette, háromkerekű járművet konstruált: a Benz Patent-Motorwagent. Daimler és Maybach ezzel szemben már egy használható, praktikus járműben gondolkodott, ezért egy egyedi kivitelben készíttetett, négykerekű lovaskocsiba építették motorjukat.
Az autók régebben még kézzel, egyenként készültek, ma már futószalagokon haladnak, és eközben egy fémvázra szerelik az alkatrészeket. (Például a

## Tervezése, dizájn
Az autók külsőleg először még a korábbi vagy épp korabeli lovaskocsik és hintók külsejét követték, szögletesek voltak, csupa derékszöggel mindenütt. Ez már csak azért is így volt, mert abban az időben ezek voltak az uralkodó jármű-alkalmatosságok, ezért javarészt ezek alkatrészei álltak rendelkezésre járműépítéshez, ahogy ez Daimlerék esetében is látszik. Kezdetben ez elég is volt, ám amikor később egyre jobb, gyorsabb motorokat tudtak előállítani, rájöttek, hogy a szögletes forma nagy légellenállást tanúsít, ami jelentősen lerontja a motorok teljesítményét.
A második világháború után az autózásban is sok technológiai változás történt. Az 1940-es évektől kezdve már csak emiatt is egyre áramvonalasabb, aerodinamikusabb külsőt kaptak az autók, egyre több részletet beburkoltak a karosszériával, és az utastér is komfortosabb lett, miután a kezdetben szinte csak nyitott vagy vászontetős utastereket, ahol minden utas ki volt téve az időjárás ártalmainak és a menetszélnek, felváltotta az ablakokkal, szélvédőkkel szeparált utastér. Viszont már a kezdet kezdetén megjelentek a különböző karosszériaváltozatok, attól függően, hogy hány ember és milyen komfortfokozattal kívánt utazni. Az áramvonalas karosszéria általában egy csónakformájú, központi kocsiszekrényből állt, ez tartalmazta a motorteret, az utasteret, a csomagtartót és gyakorta a pótkereket, ami sokáig a kocsin kívül kapott helyet; a kerekeket különálló sárvédők burkolták.
Az 1950-es évekre egyre jobban elterjedt a teljesen zárt karosszéria, amikor már nem voltak különálló sárvédők, csomagtartók, pótkerekek, hanem az autók minden része egy egységbe tartozott. (A külső vagy látható pótkeréktartó ezután már csak dísz volt bizonyos autógyárak modelljein.) A nagy fémfelület lehetőséget adott a díszítésre, cizellálásra, ezért ennek a kornak az autói nagyon díszes, reprezentatív külsővel, krómszegéllyel, díszlécekkel rendelkeztek. A krómozott alkatrészek nagyon gyakoriak voltak még az egyszerűbb autókon is, és ekkor terjedt el a kor jellegzetessége: a hátsó szárny hol nagyobb, hol kisebb méretben.
Az 1960-as évek elején megjelent az önhordó karosszéria. Ettől kezdve nem kellett az autó minden egyes részét külön legyártani. Ebben az időben tűntek el végleg az előző évtized tobzódó krómdíszei és hátsó szárnyai is. Innentől kezdve az autók javarészt dobozformájúvá vagy tepsiszerűvé váltak, főleg az Amerikai Egyesült Államokban. A krómdíszítés diszkrétebben ugyan, de megmaradt.
Ez a tendencia egészen az 1970-es évek végéig megmaradt, a 80-as évektől kezdve viszont egy modernebb, dizájnosabb korszak következett. Gyakorlati szempontból túl sokat nem adott hozzá a kocsikhoz, inkább a kor divatja hívta elő ezt a stílust. Ezekben az időkben, a 70-es évektől kezdve vált fontossá az autók utasainak védelme, amit addig igencsak elhanyagoltak. Olyan autógyárak, mint a Volvo vagy a Mercedes, ezekben az időkben váltak ismertté biztonságtechnikai fejlesztéseikről, mint a gyűrődőzóna vagy a légzsák, amelyek hamarosan más autógyárak modelljein is az alapfelszereltséghez tartoztak.
Az 1990-es években az autók megint gömbölyűbbek lettek, csak most a zárt karosszéria lett áramvonalasabb, ennek ezúttal a gazdaságosabb működtetés volt az indoka, mivel ekkor már a világ túl volt két olajárrobbanáson és környezetvédelmi megszorításokon is. Az autók továbbfejlődtek, és a 2000-es években a biztonság, a gazdaságosság és a környezetvédelem vált meghatározó szemponttá, amelyek mentén egy autót megterveznek.
A 2000-es években lényegében két fő irány volt, az elektromos autó (hálózatról tölthető) és a hibrid (pl. Formula–1 belsőégésű motor, turbo feltöltéssel, fékenergia-visszanyeréssel, és a turbó többletteljesítményének, kihasználatlan időszakának elektromos visszatáplálásával).
Az újrahasznosítás igényének megjelenésével előtérbe került a tervezés során a hosszú élettartam, egyszerű karbantartás és javíthatóság, egyszerű szétbonthatóság, lehetőség bizonyos részegységek továbbhasználatára, az anyagfajták szeparálhatósága.

## Üzemanyag- és meghajtástechnológiák
A belső égésű motorok két klasszikus üzemanyaga a benzin, illetve a dízelgázolaj a dízelmotoroknál. Újabban több irányban is történnek kísérletek egyéb üzemanyagok igénybevételére. Ilyenek a gáz- és biomotorok (LPG, CNG, biodiesel), valamint a hidrogén. Üzemanyag tekintetében a hidrogén a hagyományos belsőégésű motorszerkezetben elégethető, mint pl. a Mazda Wankel hidrogén autóban, ill. a BMW Hydrogen 7 típusban, vagy a Toyota és társai fejlesztésű típusban. 
Nem belsőégésű motorok terén az elektromos meghajtás érdemel figyelmet. Bár már figyelemreméltó kísérletek folynak velük, széles körben elterjedni eddig nem tudtak. Nemcsak ár-, hanem hatósugár-problémák is vannak velük. Az utóbbi leküzdésére kísérleteznek hibrid meghajtással is, amikor a belsőégésű motor mellett mellékmeghajtásként elektromos vagy gázmeghajtás is beépítésre kerül. Nem belsőégésű technológia az üzemanyagcellás hidrogén üzemanyagú rendszer, mely égés nélkül, kémiai úton termel áramot. Érdekesség, hogy a villanymotorok már a 19. században megjelentek, az ilyen meghajtású autók gyártása pedig már a 20. század legelején megkezdődött, de a technológia akkori rossz hatékonysága miatt ez nem sokkal később abbamaradt.
A villanymotor: akkumulátorokban tárolt árammal működik, de sok hátránya van: az akkuk drágák, nehezek, így az elektromos autó is, valamint elégtelen a hatásfoka és a már említett hatósugara. Energiatermelés szempontjából ma a primer energiából nagy részben égetéses technológiákkal fejlesztenek áramot, így vagy atomerőművi vagy napelemes áramtermelésre kellene áttérni a környezetvédelem érdekében. Különleges megoldásnak számít a háztartási méretű napelemes, tárolós rendszer, mely éjszaka akár autóakkumulátor töltésére is alkalmas (Nissan). Az elektromos hálózat energiatárolásához hozzájáruló elektromos autó rendszereket is alkalmaznak, pl. V2G Angliában. Bizonyos villanymotorok napenergiával működnek napelemek segítségével, mint pl. a Pannonrider, vagy a spanyol PV-elemes tricikli (lásd: További információk).
Hibridautók: ezek a járművek vegyes üzemű meghajtásokat használnak, jellemzően a belsőégésű motorok mellett valamilyen más, leginkább elektromos motort. Bevált, a gyakorlatban létező típusok mellett a hibrid technológia legfejlettebb kísérleti részének tekinthetjük a Formula–1-es autókat.
Gázautók: komprimált földgázzal vagy propán-bután gázzal működő autók jobb égési, kisebb környezetszennyezési tulajdonságúak, üzemanyaguk olcsóbb, mint a benzin (2013-ban 26%-kal volt olcsóbb). Az LPG-vel (propán-bután gázzal) működő autók itthon is szervizzel, tankolási helyekkel rendelkeznek. Régi, használt autók nagy fogyasztását lehet pl. LPG-vel olcsóbbá tenni. A német városokban a kibocsátási előírások szigorításával, a diesel autók közlekedési korlátozásai kapcsán aktuálissá váltak az Audi CNG (sűrített földgáz) üzemű típusai, pl. az Audi A4 g-tron, ill. A3 sportback.

## Az autó szerkezeti elemei
- Motor (típustól függően tartalmazza a következő részek némelyikét: belsőégésű motor, elektromotor, üzemanyag cellák, feltöltő, energia-visszatápláló generátor, meghajtáshoz tároló akkumulátor)
- Üzemanyagtartály (szénhidrogén, LPG, ill. folyékony gázok)

A motor teljesítményét az erőátviteli szerkezetek adják tovább: 
- tengelykapcsoló,
- nyomatékváltó (sebességváltó),
- közlőművek: kardántengelyek, keréktengelyek, csuklók
- differenciálmű (kiegyenlítőmű a kormányzáshoz)
- futómű: részei az alváz, rugózás és kerékfelfüggesztés, kormányzás, fékek, kerekek és gumiabroncsok

Az autó időjárásálló és biztonsági külső burkolata:
- karosszéria: a karosszéria vázszerkezete – alváz és felépítmények, önhordó kocsiszekrény és burkoló elemei, ülések, ajtók és nyílászárók (az elnevezés a francia carrosse, azaz hintó szóból ered)[7]

Szabályozott, hogy mely alkatrészeket lévő plehet újra felhasználni, és melyeket nem. Az alkatrészek újrahasznosítása nyersanyagot biztosít a ritka fémekből, pl. neodímium, prazeodímium, diszpózium, akkumulátorok kobalt, nikkel, lantán és lítium összetevői, ill. a katorokban lévő platina, palládium és ródium. alizát

## Környezetvédelem

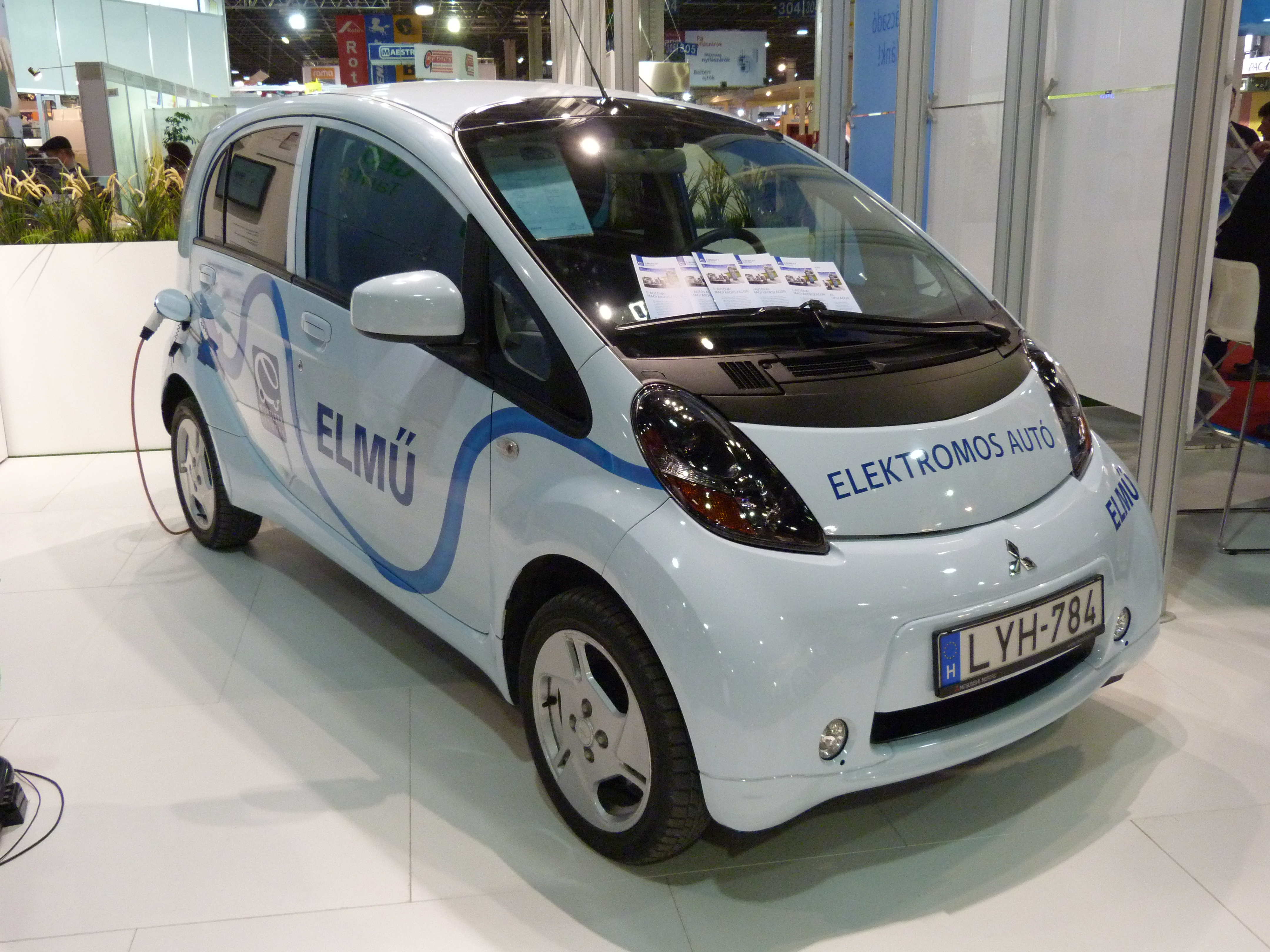
ELMŰ autó

A személyautó-használatot sok kritika éri: sok helyet foglalnak, mérgező gázokat bocsátanak ki, élhetetlenné tesznek sok várost, a szaporodó utak megnehezítik, ellehetetlenítik a vadon élő állatok mozgását (pl. sok, szaporodó helyére tartó békát gázolnak agyon), az egyes populációk kapcsolatban maradását, így hozzájárul a biodiverzitás csökkenéséhez, fajok kihalásához. A környezetbarátabb autózás a technikai újításokon, illetve az autózási szokások választásán múlik. Mindkettő lehet önkéntes, vagy jogi úton szabályozott, elősegített.
Sok technikai fejlesztés célozza, hogy a gépjárművek károsanyag-kibocsátása csökkenjen: különféle szűrőkkel, alternatív üzemanyagokkal/energiaforrásokkal igyekeznek kímélni a levegőt. Környezetvédelmi szempontból közismerten kedvezőbb a vasúti vagy vízi közlekedés, mert egy utasra/árura számított holt járműsúly jobb. Környezetvédelmi hatása függ attól, hogy milyen üzemanyagot használ fel. Pl. fatüzelésű gőzautó motor hatásfoka rosszabb, de primerenergia felhasználása jobb. Egy elektromos autó motor hatásfoka a lehető legjobb, de az elektromos energia előállítás primer energia felhasználása egy magyar átlagot véve rosszabb, mint a fatüzelésé, és pl. PV töltésű akkumulátorral volna elvileg a lehető legjobb.

### Egészségkárosító, környezetkárosító hatások
A gépjárművek által kibocsátott füstgázok különféle módon károsítják az élő szervezeteket.
- A városokban kibocsátott NO2 80%-át bocsátják ki a gépkocsik. A nitrogén-dioxid az állatok, emberek légúti nyálkahártyákat roncsolja, illetve a véráramba jutva csökkenti a vér oxigénszállító képességét. Huzamosabb kitettség csökkenti a tüdő ellenálló képességét, súlyosbítja az asztmás betegségeket, gyakori légúti megbetegedésekhez, idővel pedig a tüdőfunkció gyengüléséhez vezethet. Különösen veszélyeztetettek a gyerekek, a vérkeringési, légúti betegségeiben szenvedők. A nitrogén-dioxid toxikus hatású a növényekre is.
- A CO emberre, állatra egyaránt rendkívül mérgező. Csökkenti a vér oxigénszállító képességét, illetve az agy kéreg alatti központját támadja. Idült hatások: fejfájás, szédülés, idegrendszeri tünetek, szívinfarktus gyakoriságának növekedése.
- A kén-dioxid, (SO2) a dízelmotorok működése közben képződik. Belélegezve emberre, állatra egyaránt ártalmas. A nedves nyálkahártyát irritálja, a véráramba jutva gátolja annak oxigénszállító képességét. Krónikus esetben hörghurutot okozhat. Leginkább veszélyeztetettek: minden korosztály, különösen a légúti betegségekben szenvedők. A levegő párájával kénessavat és kénsavat alkotva savas esőként károsítja a növényeket és az épületeket
- Az atmoszféra megfelelő szintjén nagyon fontos szerepet betöltő ózon (O3) a felszín közelében napfény hatására kipufogógázokból képződik, és mérgező hatású az állatvilágra és az emberi egészségre is.
- Rövid távon nyálkahártya-irritációt, köhögést, fejfájást okozhat, krónikus hatás esetén hozzájárul az asztma kialakulásához. Leginkább veszélyeztetett csoportok: asztmások, tüdőbetegek, szívbetegek, idős korúak. Erősen toxikusak a növényekre: befolyásolják a fotoszintézist, a növények légzési folyamatait, csökkentik a növekedésüket és a reprodukáló képességüket. Az ózon baktériumölő hatása a természetben káros.
- Az olaj elégetéséből keletkező szálló por irritálja a szemet és a felső légutak nyálkahártyáját. Súlyosbítja az asztma és a bronchitis tüneteit, csökkenti a tüdő ellenálló képességét. A porrészecskék elősegítik a toxikus és fertőző anyagok szervezetbe jutását. Leginkább veszélyeztetettek: csecsemők, légúti és keringési betegségben szenvedők, idős korúak, aktív és passzív dohányzók. A porrészecskék a növények leveleire rakódva gátolják a fotoszintézist, elzárják a légcserenyílásokat.
- A belső égésű motorokban képződő benzol kisebb mértékben képződik, csak forgalmasabb utaknál, benzinkutaknál mérhető jelentős mennyiségben. A szervezet lipidekben gazdag szöveteiben (idegrendszer, csontvelő, mellékvese, zsírszövet) halmozódik fel. Krónikus mérgezésben vérképződési elváltozások, fehérvérűség, nyirokszervi daganatok fejlődhetnek ki.
- Korábban a benzin oktánszámának növelését ólom-tetraetil adalék segítségével végezték. A jelenleg használt üzemanyagok nem tartalmaznak ólomadalékot. Az ólom súlyosan mérgező, gátolja a hemoglobin-képződést, károsítja az idegrendszert, a veseműködést, a béltraktust, az ízületeket és a szaporodási rendszert.
- A belső égésű motorban formaldehid is képződik, amely az állatok nyálkahártyájához tapadva roncsolja azok fehérjéit. Nagyobb koncentrációban köhögést, légzési nehézségeket okoz. Huzamosabb kitettség esetén növeli a bronchitis, valamint a rákkeltő anyagok szervezetbe jutásának esélyét.[15][16][17][18]

A Mercedes kifejlesztett egy okostelefon-alkalmazást, a Cartogethert, amely azt hivatott szolgálni, hogy az egy irányba tartók tudomást szerezzenek egymásról, és közös autót használva csökkentsék a forgalomban lévő gépjárművek számát. Egyes amerikai nagyvárosokban külön sávot tartanak fenn azoknak a kocsiknak, amelyben több ember utazik.
Hosszú távú és alkalmi utazásra jó lehet a Telekocsi rendszer is.
De sok helyen felmerül az is, hogy a megoldás a jól felépített város, ahol vagy azért, mert minden közel van, vagy mert a közösségi közlekedés nagyon hatékony és kényelmes, jóval kevesebb személygépjárműre van szükség.

### Meglévő autók átépítési lehetőségei
Belsőégésű motorral gyártott autók egyik átépítési lehetősége az LPG üzemanyagra történő átalakítás. Magyarországon is engedélyezett eljárás, hivatásos műhelyek által elvégezhető szerelés. Az LPG gázzal működő autók kibocsátása kisebb, és megfelelő üzemeltelés mellett üzemköltsége is kisebb. 
Régebbi diesel motoros autók átalakítása kis kibocsátásúra egyes országokban ma is támogatott megoldás, de megjelent ennek mintájára az elektromossá alakítás is. Régebbi autók ilyen átalakítását pl. Franciaországban, vagy Angliában lehet jelenleg hivatalosan elismert módon kivitelezni. Az alapgondolat az, hogy a nagy CO2 kibocsátású autógyártó tevékenység megismétlése szükségtelen, a régi karosszéria,és szerkezeti elemek megtartásával ez megtakarítható. 
Németországban Schledwig-Holsteinben a városi buszokat alakították elektromos meghajtásúakká. Ezzel elkerülték, hogy a buszok karosszériáit ki kelljen selejtezni, és teljesen új buszokat kelljen vásárolni, másrészt azok gyártásakor keletkező CO2 kibocsátást sikerült elkerülni. (Toyota és társai hidrogénes belsőégésű motorja tulajdonképpen a dugattyús motorgyár lebontását takarítaná meg.)

### Bizonytalan jövő
2022-ben az Európai Unió döntést hozott, hogy 2035-től az Unió területén nem lehet majd belsőégésű motorral üzemelő gépjárművet forgalomba helyezni, ugyanakkor a döntés idején az alternatív meghajtási technológiák még nem teljesen kiforrottak, illetve nem eléggé olcsóak ahhoz, hogy teljes bizonyossággal rájuk lehetne váltani a jövő gépjárműhajtásait, ezen kívül az infrastruktúrák, mint például töltőkutak elektromos motorokhoz is alacsony kiépítettségűek. Az is kérdéses, hogy lesz e elég, az új hajtásrendszerekhez nélkülözhetetlen nyersanyag, amik ki tudják elégíteni az igényeket. A világ más, sokszor szegényebb, elmaradottabb részeire különösen igazak ezek a felvetések, ott ezek miatt valószínűleg jóval tovább megmaradnak a hagyományos meghajtású járművek. 2024-re egyértelművé vált, hogy az autózás számos szereplője, beleértve a gyártókat és a vásárlókat is egyáltalán nem látják reálisnak, hogy 2035-re kivezethető lenne a belsőégésű motor alkalmazása új autókban. Az „erőltetett zöldítés” sok bizonytalanságára rámutatva arra is felhívták a figyelmet, hogy az Unióban egyáltalán nem egységes a helyzet, ami segítené vagy éppen hogy gátolja a környezetbarátnak mondott technológiák elterjedését. Sok múlik egy ország fizetőképességén, infrastruktúrális kiépítettségén, míg a támogatási rendszerek is országonként eltérők. Ezen kívül a távol-keleti piacok, főleg Kína autóipara veszélyezteti az európai autógyártás versenyképességét. Más érvelések szerint pedig az elektromos autózás sok szempontból aktuális divat, amit csak bizonyos jóléti államok bizonyos társadalmi rétege engedhet meg magának, ami viszont nem fogja érdemben befolyásolni a bolygó környezetvédelmét, ezen kívül megannyi területen és országban több ok miatt sincs esélye az egyhamar bekövetkező változásoknak.

## Külső költségek
Az autóközlekedés külső költségei:
- Hazai külső költségek: fogyasztásból eredő üzemanyag költség, karbantartáson kívüli költség, adó, kötelező biztosítás, egyéb járulékos költségek (parkolási díj, autópálya-díj stb.);
  - Autópálya rendőrség körleteinek fenntartása;
  - OMSZ autópályán;
  - Közlekedésrendészet, megelőző kampányok;
  - Igazságügyi, bírósági költségek;
  - Környezetvédelmi költségek (beleértve a gyártás és bontás során felmerülő, életciklus elemzéssel kimutatott költségeket);
  - Összesen Magyarországra évente: 4,346 mEURO (2008), minden állampolgárra kb. 400 EURO/év.

- Városban minden autóval megtett kilométer a polgároknak átlag 0,15 Euro költséget jelent (dán adat).

- Autópálya-matricák fizetett költsége az üzemeltetési, fenntartási/karbantartási költségek egy részét fedezi (nem külső ktg.), ld. Nemzeti Útdíjfizetési Szolgáltató Zrt.

## Kereskedelem
Az újonnan gyártott és eladott típusok mellett a használtautó-import jelentős. Magyarországon 2016 első félévében 300000-nél több használtautó kelt el, 73%-ban 10 évnél idősebb, többségében alsó középkategóriás. Új autók területén 2016-ra 90 000 db forgalomba helyezését várták.

## Pszichológia
Pszichológiai vizsgálatok kimutatták, hogy az autókba szerelt különféle biztonsági berendezések miatt az ilyen autókban ülők, nagyobb biztonságuk tudatában, többet kockáztatnak. 
Kopp Mária kutatásai kimutatták, hogy az autótulajdonosok tovább élnek.

## Biztonság

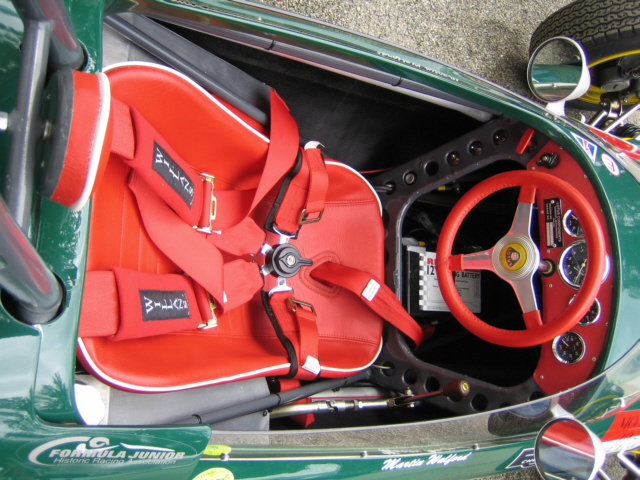
Ötpontos biztonsági öv egy régi Lotus típusú versenyautóban

Az autók biztonsága sokáig nem volt szempont a gyártásban, különböző indokok miatt. Kezdetben nem is gondoltak rá, később az autók elterjedésével azonban megjelentek az autóbalesetek is, ekkor attól is féltek, hogy a lehetséges veszélyekre való felhívás elriaszthatja az autóvásárlókat. Az 1950-es évek autócsodái például a rengeteg krómdísz és a merev kormányoszlop miatt ütközésnél súlyos sérüléseket tudtak okozni, ráadásul ebben az időben a biztonsági üveg sem volt jellemző, ami ártalmatlan szilánkokra esik törésnél, így a régi ablakok szilánkjai is megsérthették az utasokat. Híresen vagy hírhedten balesetveszélyes autó volt például az 1960-ban megjelent Chevrolet Corvair: az autó farmotoros volt, a farsúly miatt pedig egy hirtelen kormánymozdulat akár borulással is végződhetett. Másik ilyen autó volt a Ford Pinto: a kisméretű kocsi üzemanyagtartálya közvetlenül a hátsó lökhárító mögé került, ahol már egy kisebb ütközés hatására is kiszakadhatott, és a kifolyó benzin lángra lobbanhatott, megégetve az utasokat. A Pintonak a cég vezetésének nyomására kellett olyannak lennie, hogy könnyű és olcsó legyen, ami így a biztonság kárára ment. Ma már nem holmi üzleti megfontolások döntenek egy autó biztonságáról, hanem pontos szabályok, anélkül nem kerülhet forgalomba egy autó sem, igaz, vannak kivételek, pl. a  mikroautó, ami nagyon kicsi mérete miatt gyakorlatilag nem rendelkezik gyűrődőzónával vagy túlélési térrel. Ezen kívül több ázsiai, afrikai vagy Dél-Amerikai autógyár modelljei is elmaradnak biztonság tekintetében (is) a fejlett országok autóiénál.

### Biztonsági öv
A biztonsági öv az autó utasait hivatott védeni azok autóülésben való rögzítésével hirtelen fékezésnél vagy ütközésnél: öv használata nélkül a tehetetlenség miatt az utasok fékezés vagy ütközés hatására kirepülhetnek az ülésekből, ami súlyos, akár halálos sérülésekkel is járhat. Ezért ma már minden autóban van biztonsági öv (más kérdés, hogy az utas bekapcsolja-e), gyakran hangjelzés figyelmezteti az autóba beszálló utast az öv becsatolására. Fékezésnél az öv megfeszül, és nem engedi elmozdulni az utast. A biztonsági öv az egyik legelső biztonságtechnikai eszköz volt az autókban, előbb két pontos volt, ami két ponton, a derék két oldalán rögzítette az utast, majd a hagyományos hárompontos öv terjedt el, ami a kocsi felső oldalánál, vagy az ajtókerethez rögzülve, a vállat is megtartja. Versenyautókban a négypontos öv a jellemző, mely két oldalt és a két váll fölött rögzül az üléshez, de ötpontos öv is előfordul, igaz, ez már inkább repülőkön jellemző, itt középen alul is van egy rögzítőpont.

### Légzsák
A légzsákok az ütközés pillanatában kinyílnak és felfúvódnak. A levegővel teli légzsák meggátolja, hogy az utasok előre repülve megsérüljenek a műszerfaltól vagy a kormánytól. Emiatt általában a kormány közepébe és a kesztyűtartó fölé szerelik a légzsákokat, de bizonyos autókban oldallégzsák is van az ülés oldalában, illetve függönylégzsák, amit az ajtók fölé, a tetőbe építenek. Ezek oldalsó ütközésekkor és boruláskor nyújtanak védelmet. A légzsákkal felszerelt autókba beleszerelnek egy olyan eszközt, amely érzékeli, mikor lehet szükség a légzsák kinyitására. Ez általában egy vagy több gyorsulásmérő. A légzsákhoz kapcsolva van egy sűrített levegővel ellátott palack, mely mikor kinyílik, kiegyenlíti a légnyomást a légzsákban és a palackban, így fúvódik fel. Fontos, hogy a légzsák csak biztonsági övvel bekötött utas esetében tud megfelelő védelmet biztosítani.
A légzsák hagyományos, utastérben való alkalmazása mellett újabban a gépjármű külső karosszériáján gyalogosvédelemi célból is megjelent. Egyik lehetséges módszer, hogy mielőtt a külsőlégzsák működésbe lép, szenzorok érzékelik, a gyalogos becsapódásának veszélyét, majd egy légzsák megemeli a motorháztetőt, csökkentve ezzel a sérülések kockázatát.

### Gyermekülés
A kisebb gyermekeknél a gyermekülés kötelező, mivel a felnőtteknek tervezett biztonsági öv nem fogja őket tökéletesen. Ez egy szimpla kis „emelés”, amelyet a normál ülésre tesznek. Kisebb gyermekeknél komplett biztonsági gyermekülés használandó, aminek saját öve van, magát az ülést pedig az autóüléshez kell rögzíteni, napjainkban már ISOFIX rendszerrel. Ha a gyermekülést a vezető melletti „anyósülésre” rögzítik, a kocsiban egy kapcsolóval ki kell kapcsolni a légzsák működését, ha van ilyen eszköz. Amelyik autóban ez nem lehetséges, ott csak a hátsó ülésre lehet gyermekülést helyezni.

### Elektronikus szabályozók
A 2000-es évekre egyre általánosabbá váltak az elektronikus vezetői asszisztens szolgáltatások. Elsőként az ABS terjedt el, ami megtartja az erőteljes fékezés közbeni kormányozhatóságot. Az ESC menetstabilizáló feladata a kontrollálhatatlanná váló csúszások megelőzése. Az ASR a kerék kipörgését gátolja. A BAS PLUS a Mercedes-Benz autókban alkalmazott fékerő szabályzó, ami a ráfutásos baleseteket igyekszik elhárítani. A TMC a Traffic Message Channel együtt tud működni GPS-alapú navigációs szoftverrel, és lehetővé teszi az útvonal újratervezését az esetleges forgalmi dugók, balesetek, torlódások, útlezárások, forgalomelterelések, határátkelőhelyi várakozási idők függvényében. A fedélzeti automatikák integrálása révén a fedélzeti számítógépek egyre előrelátóbb és összetettebb támogatást tudnak nyújtani, ám ez a hagyományos autóknál nem csökkenti a vezető felelősségét és az előrelátó óvatos vezetés fontosságát. Az önvezető autók távlati tervek szerint teljesen átvennék a vezetés felelősségét is, ugyanakkor az is látszik, hogy ennek a technológiának a biztonságos használata egyelőre nem garantált, tekintettel arra, hogy az ehhez szükséges mesterséges intelligencia, mely az emberhez hasonlóan képes tanulásra, szituációk megkülönböztetésére és bizonyos szintű előrelátására egyelőre nem áll rendelkezésre. Emiatt halálos baleseteket is okoztak önvezetőnek mondott autók, de tesztek is igazolták, hogy számos közlekedési szituációt a járművek rendszerei nem képesek felismerni. Az önvezetés elterjedése a közutakon emiatt egyelőre várat magára.

## Kiegészítők, tartozékok

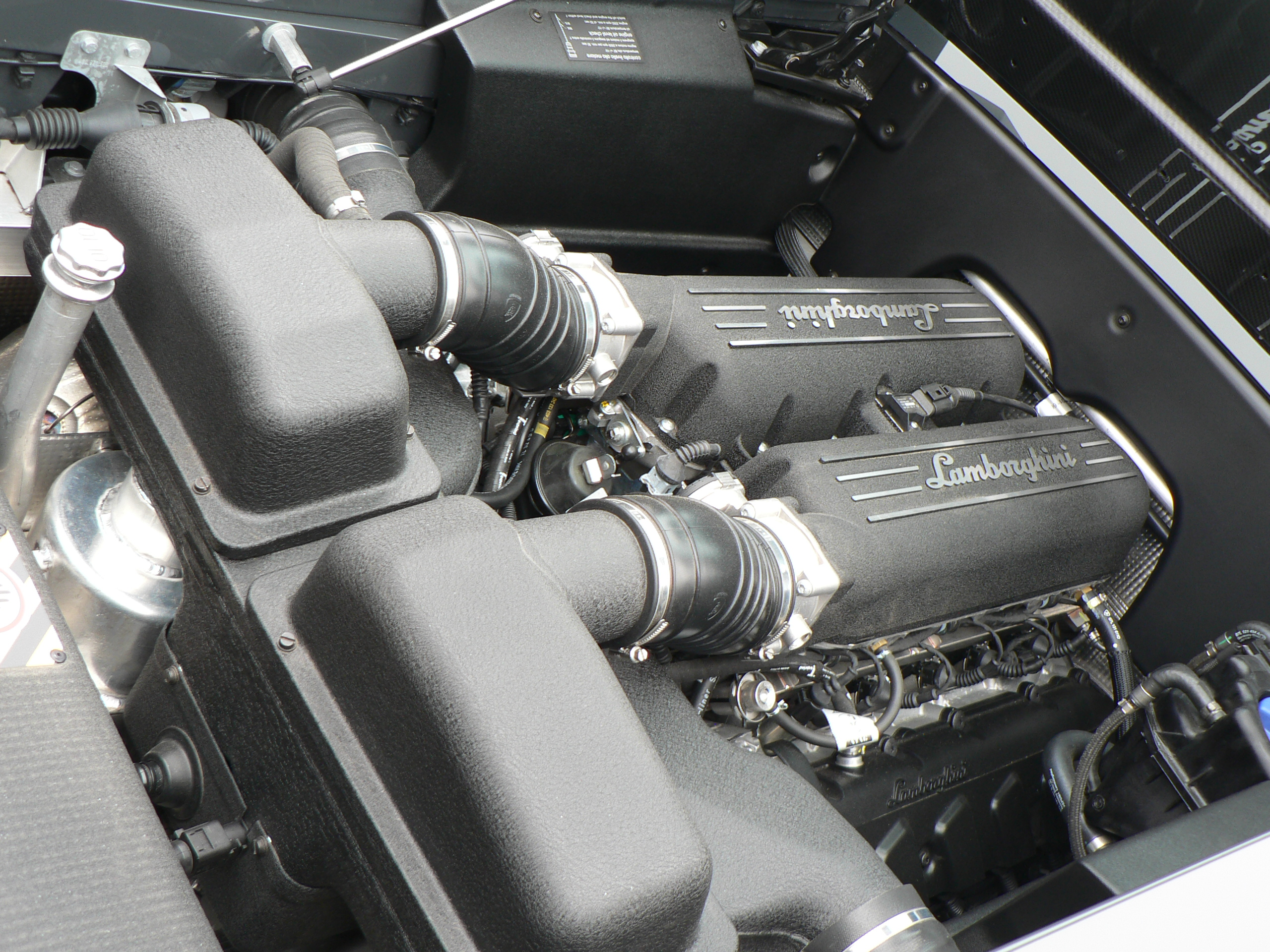
A Lamborghini Gallardo Superleggera motorja

### Légkondicionáló
A légkondicionáló vagy klíma az autók utasterét hivatott lehűteni meleg napokon. Létezik manuális és automata változata is. A manuálisnál a klímaberendezést kell bekapcsolni, aminek a hőmérsékletét nem lehet szabályozni. Az automatánál a kívánt hőfokot tudjuk beállítani autónkban, általában 15-től 36 Celsius fokig. A klíma ilyenkor ki- és bekapcsol a hőmérsékletnek megfelelően. Működése a hűtőberendezés elvét követi: az utastérből a sűrített gáz elvonja a hőt egy kisebb hűtőn keresztül, amit csöveken keresztül az autó elején található klímahűtőbe vezet. A klímahűtőt a menetszél hűti, itt a gáz tágulás közben leadja a hőt, és a klímakompresszorba ömlik, ami újból összesűríti.

### GPS (Global Positioning System)
Szükségünk lehet rá, ha nem ismert terepen, utakon megyünk valahova, vagy a célpontunk nem tudjuk pontosan, hol van, és nem ismerjük az oda vezető utat. A GPS és a hozzá tartozó navigációs program segít nekünk ebben. Emellett a GPS-t az útvonalunk pontos megjegyeztetésére is használhatjuk, és még abban is segítséget nyújt például egy taxivállalatnak vagy egy szállítmányozó cégnek, hogy nyomon tudja követni sofőrjeit, autóit.
A GPS-vevőn keresztül egy adott program lát minimum 3 műholdat. Ezen műholdak segítségével határozza meg a helyzetünket. A program tudja, hogy melyik műhold hol van, és ahhoz mérten a mi helyzetünket néhány számolással megállapítja.

## Méretosztályok
A méretosztályok a következők:
- A: miniautó

(angolul city car vagy japán autók esetén kei car),
például Toyota Aygo 
- B: kisautó/kiskategóriás autó

(angolul subcompact car vagy supermini),
például Toyota Yaris 
- C: alsó-középkategória/ kompakt

(angolul compact car vagy small family car),
például Toyota Auris/Corolla. 
- D: középkategória

(angolul mid-size car, large family car vagy compact executive car),
például Toyota Camry/Avensis vagy Lexus IS 
- E: felsőkategória/nagyautó

(angolul executive car),
például Lexus GS
- F: luxusautó

(angolul full-size car), például Lexus LS.
Ezen kívül az egyterűeket, a SUVokat is lehet további kategóriákra bontani.

## Fordítás
- Ez a szócikk részben vagy egészben  az   Automobile című angol Wikipédia-szócikk fordításán alapul.  Az eredeti cikk szerkesztőit annak laptörténete sorolja fel. Ez a jelzés csupán a megfogalmazás eredetét és a szerzői jogokat jelzi, nem szolgál a cikkben szereplő információk forrásmegjelöléseként.